# Leonardo Madelón
Leonardo Carol Madelón (Cafferata, 25 gennaio 1963) è un allenatore di calcio ed ex calciatore argentino, di ruolo centrocampista, tecnico del Gimnasia La Plata.

## Palmarès

### Giocatore
- Campionato argentino di seconda divisione: 2

Olimpo: 2006-2007